# 水星庙
水星庙位于中国浙江省江山市廿八都镇枫溪村，是一处江山市文物保护单位。
2000年6月21日，水星庙公布为第四批江山市文物保护单位。